# Greatest Hits (Diana Ross)
Greatest Hits è un album di raccolta della cantante statunitense Diana Ross, pubblicato nel 1972.

## Tracce
Side A
1. Remember Me – 3:16 (Nickolas Ashford, Valerie Simpson)
2. Didn't You Know You've Got to Cry – 2:56 (Ashford, Simpson)
3. Doobedood'ndoobe, Doobedood'ndoobe, Doobedood'ndoo – 4:52 (Deke Richards)
4. Surrender – 2:53 (Ashford, Simpson)
5. And If You See Him – 2:50 (Ashford, Simpson)
6. Ain't No Mountain High Enough – 6:16 (Ashford, Simpson)

Side B
1. How About You? – 2:47 (Richards, Sandra Sanders, David Van De Pitte)
2. Reach Out and Touch (Somebody's Hand) – 3:02 (Ashford, Simpson)
3. These Things Will Keep Me Loving You – 3:06 (Johnny Bristol, Harvey Fuqua, Sylvia Moy)
4. Reach Out (I'll Be There) – 4:50 (Lamont Dozier, Brian Holland, Edward Holland)
5. (They Long to Be) Close to You – 4:07 (Burt Bacharach, Hal David)
6. I'm Still Waiting – 3:44 (Richards)